# Anónimo de Rávena

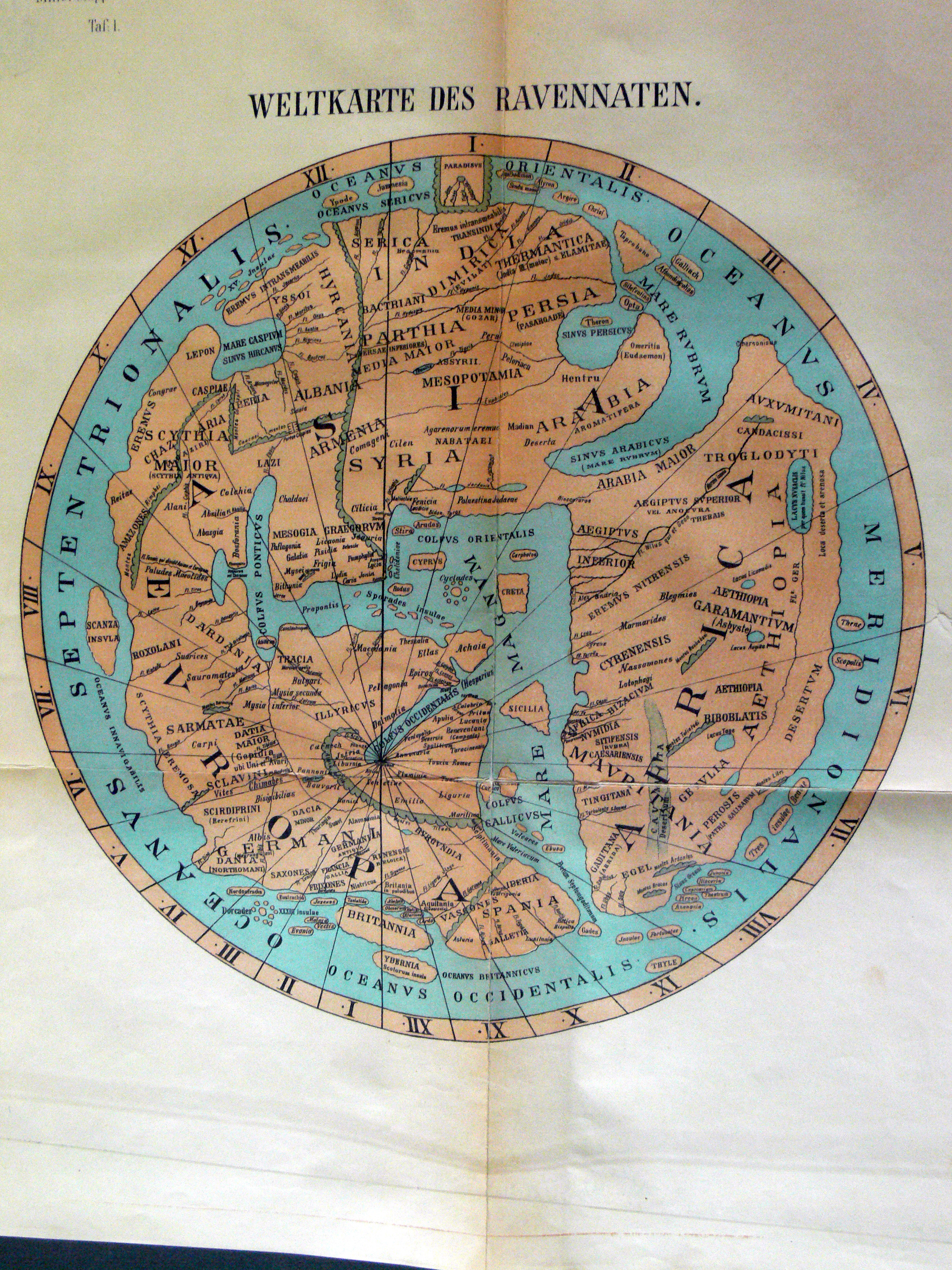
Mapa sacado del Anónimo de Rávena

El Anónimo de Rávena (Ravennatis Anonymi Cosmographia), conocido también popularmente como Ravenate o Ravennate, es un texto compilado por un cosmógrafo cristiano, hecho en el siglo VII (aproximadamente sobre el año 670), manejando documentación de siglos anteriores (siglo III o siglo IV), con muchas corrupciones y variantes introducidas luego por los sucesivos copistas medievales, en el que se describen itinerarios romanos.

## Libros
Se trata más que de una cosmographia, como el mismo autor la llama, de un catálogo nominal de tipo cosmográfico que abarca todo el mundo conocido hasta aquel entonces. Posteriormente la obra fue dividida por los primeros editores en cinco libros.
- I Libro: Conceptos geográficos y descripción de la Tierra, donde explica que toda la extensión de la misma está rodeada por océano y es iluminada completamente y al mismo tiempo por el sol, ya que la concibe como una superficie totalmente plana.
- II Libro: Descripción de Asia
- III Libro: Descripción de África
- IV Libro: Descripción de Europa
- V Libro: Descripción del Mediterráneo, con una relación de islas en los distintos mares y en el océano.

El Anónimo de Rávena constituye una valiosa fuente escrita a tener en cuenta para el estudio de las calzadas romanas. No obstante, no proporciona las distancias entre una mansión y otra, limitándose solamente a consignar el nombre de éstas y las líneas de ruta, listando alrededor de 5300 referencias, entre ellas unos 300 ríos, siendo el resto ciudades. Sólo en el libro V ofrece algunos datos de distancias y algunas de las ciudades se enumeran por provincias, aunque de un modo bastante desordenado e irregular. Añade al Itinerario de Antonino nuevos nombres de ciudades o "mansiones" (lugares con posada) nacidas posteriormente y seguramente tuvo la misma fuente de inspiración que la Tabula Peutingeriana, aunque a veces el Anónimo de Rávena incluye datos más completos que la Tabula.